# Tintinait
Tintinait (IMA-Symbol Tti) ist ein selten vorkommendes Mineral aus der Mineralklasse der „Sulfide und Sulfosalze“ mit der chemischen Zusammensetzung Pb10Cu2Sb16S35 und damit chemisch gesehen eine sulfidähnliche Verbindung aus Blei, Kupfer, Antimon und Schwefel, die strukturell zu den Sulfosalzen gehört.
Tintinait kristallisiert im orthorhombischen Kristallsystem und entwickelt klingenförmige Kristalle, die parallel verwachsene Mineral-Aggregate bis etwa zwei Millimeter Größe bilden. Ebenso kann er in Form kleiner Massen und Äderchen gefunden werden. Das Mineral ist in jeder Form undurchsichtig (opak) und zeigt auf den Oberflächen der bleigrauen Kristalle und Aggregate einen metallischen Glanz. Auf der Strichtafel hinterlässt Tintinait einen schwarzen Strich.
Tintinait bildet eine Mischkristallreihe mit Kobellit (Pb11(Cu,Fe)2(Bi,Sb)15S35).

## Etymologie und Geschichte
Entdeckt wurde Tintinait in Mineralproben aus der Ag-Pb-Zn-Lagerstätte Tintina im Bergbaubezirk Watson Lake in Yukon und der Deer Park Mine bei Rossland in British Columbia in Kanada. Die Analyse und Erstbeschreibung erfolgte durch Donald C. Harris, John Leslie Jambor, G. R. Lachance und R. I. Thorpe, die das Mineral nach dessen Typlokalität benannten.
Das Mineralogenteam sandte seine Untersuchungsergebnisse und den gewählten Namen 1967 zur Prüfung an die International Mineralogical Association (interne Eingangsnummer der IMA: 1967-010), die den Tintinait als eigenständige Mineralart anerkannte. Die Erstbeschreibung wurde im Jahr darauf im Fachmagazin The Canadian Journal of Mineralogy and Petrology (ehemals The Canadian Mineralogist) veröffentlicht. Die seit 2021 ebenfalls von der IMA/CNMNC anerkannte Kurzbezeichnung (auch Mineral-Symbol) von Tintinait lautet „Tti“.
Das Typmaterial des Minerals wird in der Geological Survey of Canada (GSC) in Ottawa unter den Inventarnummern 12133 bis 12135 und im Royal Ontario Museum (ROM) in Toronto unter der Inventarnummer M37320 aufbewahrt.

## Klassifikation
Bereits in der veralteten 8. Auflage der Mineralsystematik nach Strunz gehörte der Tintinait zur Mineralklasse der „Sulfide und Sulfosalze“ und dort zur Abteilung „Komplexe Sulfide (Sulfosalze)“, wo er gemeinsam mit Boulangerit, Dadsonit, Fülöppit, Guettardit, Heteromorphit, Jamesonit, Launayit, Madocit, Meneghinit, Plagionit, Playfairit, Robinsonit, Semseyit, Sorbyit, Sterryit, Twinnit, Veenit und Zinkenit in der „Jamesonit-Boulangerit-Gruppe (Bleiantimonspießglanze)“ mit der Systemnummer II/D.07 steht.
In der zuletzt 2018 überarbeiteten Lapis-Systematik nach Stefan Weiß, die formal auf der alten Systematik von Karl Hugo Strunz in der 8. Auflage basiert, erhielt das Mineral die System- und Mineralnummer II/E.33-015. Dies entspricht der Klasse der „Sulfide und Sulfosalze“ und dort der Abteilung „Sulfosalze (S : As,Sb,Bi = x)“, wo Tintinait zusammen mit Berryit, Daliranit, Eclarit, Giessenit, Izoklakeit, Kobellit, Marrucciit, Nuffieldit und Rouxelit eine unbenannte Gruppe mit der Systemnummer II/E.33 bildet.
Die von der IMA zuletzt 2009 aktualisierte 9. Auflage der Strunz’schen Mineralsystematik ordnet den Tintinait in die Klasse der „Sulfide und Sulfosalze (Sulfide, Selenide, Telluride, Arsenide, Antimonide, Bismutide, Sulfarsenide, Sulfantimonide, Sulfbismutide)“ und dort in die Abteilung „Sulfosalze mit SnS als Vorbild“ ein. Hier ist das Mineral in der Unterabteilung „Mit Cu, Ag, Fe, Sn und Pb“ zu finden, wo es zusammen mit Kobellit eine unbenannte Gruppe mit der Systemnummer 2.HB.10a bildet.
In der vorwiegend im englischen Sprachraum gebräuchlichen Systematik der Minerale nach Dana hat Tintinait die System- und Mineralnummer 03.06.19.02. Das entspricht der Klasse der „Sulfide und Sulfosalze“ und dort der Abteilung „Sulfosalze“. Hier findet er sich innerhalb der Unterabteilung „Sulfosalze mit dem Verhältnis 2,0 < z/y < 2,49 und der Zusammensetzung (A+)i (A2+)j [By Cz], A = Metalle, B = Halbmetalle, C = Nichtmetalle“ in einer unbenannten Gruppe mit der Systemnummer 03.06.19, in der auch Kobellit eingeordnet ist.

## Kristallstruktur
Tintinait kristallisiert in der orthorhombischen Raumgruppe Pnnm (Raumgruppen-Nr. 58) mit den Gitterparametern a = 22,30 Å; b = 34,00 Å und c = 4,04 Å sowie zwei Formeleinheiten pro Elementarzelle.

## Bildung und Fundorte
An seiner Typlokalität in der Tintina-Mine fand sich Tintinait in kleinen Massen und Äderchen in malachitgefärbtem Quarz. Als weitere Begleitminerale fanden sich hier Arsenopyrit, Bournonit, Chalkopyrit, Galenit, Jamesonit, Markasit, Owyheeit, Pyrit, Pyrrhotin, Sphalerit und silberhaltiger Tetraedrit. Im Sulfid-Tagebau Boliden bei Skellefteå in Schweden konnten außerdem noch Joséit und Kobellit entdeckt werden.
Als seltene Mineralbildung konnte Tintinait nur an wenigen Orten nachgewiesen werden, wobei weltweit bisher rund 40 Vorkommen dokumentiert sind (Stand 2025). Seine Typlokalitäten Tintina-Mine und Deer Park Mine sind dabei die bisher einzigen bekannten Fundorte in Kanada.
In Österreich konnte das Mineral bisher nur am Oberhüttensee nahe Forstau in Salzburg und an der Vetternspitzen im Giglachtal nahe Schladming in der Steiermark gefunden werden. Bekannt ist auch die Slowakei mit mehreren Fundstätten in den Okres Gelnica, im Košice-okolie und Rožňava.
Weitere Fundorte liegen unter anderem in West-Australien, der Volksrepublik China (Guangdong, Guangxi, Hunan, Yunnan), Italien, Japa, im Kosovo, in Mexiko, Russland, Spanien und Tschechien.